# Genista subcapitata
Genista subcapitata là một loài thực vật có hoa trong họ Đậu. Loài này được Pancic miêu tả khoa học đầu tiên.